# Ньюарк (Делавер)
Ньюарк (англ. Newark) — місто (англ. city) в окрузі Нью-Касл штату Делавер США. Населення — 31 454 особи (2010).

## Географія
Ньюарк розташований за координатами 39°40′39″ пн. ш. 75°45′26″ зх. д. / 39.67750° пн. ш. 75.75722° зх. д. (39.677569, -75.757308).  За даними Бюро перепису населення США в 2010 році місто мало площу 23,79 км², уся площа — суходіл.

### Клімат
| Клімат : Ньюарк         | Клімат : Ньюарк | Клімат : Ньюарк | Клімат : Ньюарк | Клімат : Ньюарк | Клімат : Ньюарк | Клімат : Ньюарк | Клімат : Ньюарк | Клімат : Ньюарк | Клімат : Ньюарк | Клімат : Ньюарк | Клімат : Ньюарк | Клімат : Ньюарк | Клімат : Ньюарк |
| Показник                | Січ.            | Лют.            | Бер.            | Квіт.           | Трав.           | Черв.           | Лип.            | Серп.           | Вер.            | Жовт.           | Лист.           | Груд.           | Рік             |
| Абсолютний максимум, °C | 23,9            | 26,1            | 31,7            | 34,4            | 36,1            | 37,8            | 40,6            | 39,4            | 37,8            | 32,2            | 29,4            | 23,9            | 40,6            |
| Середній максимум, °C   | 5,0             | 7,2             | 12,8            | 18,9            | 24,4            | 28,9            | 31,1            | 29,4            | 26,1            | 20,0            | 13,9            | 7,8             | 18,9            |
| Середній мінімум, °C    | −5              | −3,9            | 0,0             | 5,0             | 10,6            | 15,6            | 18,3            | 17,8            | 13,9            | 6,7             | 1,1             | −2,2            | 6,7             |
| Абсолютний мінімум, °C  | −23,3           | −22,2           | −15,6           | −10             | −2,2            | 3,3             | 5,0             | 5,6             | 0,6             | −5              | −11,1           | −21,1           | −23,3           |
| Норма опадів, мм        | 88              | 69              | 103             | 90              | 112             | 103             | 114             | 102             | 109             | 86              | 86              | 90              | 1152            |
| ----------------------- | --------------- | --------------- | --------------- | --------------- | --------------- | --------------- | --------------- | --------------- | --------------- | --------------- | --------------- | --------------- | --------------- |
| Джерело:                |                 |                 |                 |                 |                 |                 |                 |                 |                 |                 |                 |                 |                 |

## Демографія
Згідно з переписом 2010 року, у місті мешкали 31 454 особи в 9834 домогосподарствах у складі 4553 родин. Густота населення становила 1322 особи/км².  Було 10475 помешкань (440/км²).
Расовий склад населення:
| - 82,4 % — білих - 7,1 % — азіатів - 6,7 % — чорних або афроамериканців - 0,2 % — корінних американців - 1,3 % — осіб інших рас |

До двох чи більше рас належало 2,3 %. Частка іспаномовних становила 4,8 % від усіх жителів.
За віковим діапазоном населення розподілялося таким чином: 10,7 % — особи молодші 18 років, 79,9 % — особи у віці 18—64 років, 9,4 % — особи у віці 65 років та старші. Медіана віку мешканця становила 22,2 року. На 100 осіб жіночої статі у місті припадало 87,5 чоловіків;  на 100 жінок у віці від 18 років та старших — 86,2 чоловіків також старших 18 років.
Середній дохід на одне домашнє господарство  становив 75 895 доларів США (медіана — 54 187), а середній дохід на одну сім'ю — 109 467 доларів (медіана — 90 651). Медіана доходів становила 56 022 долари для чоловіків та 45 662 долари для жінок. За межею бідності перебувало 25,6 % осіб, у тому числі 14,2 % дітей у віці до 18 років та 4,8 % осіб у віці 65 років та старших.
Цивільне працевлаштоване населення становило 14 068 осіб. Основні галузі зайнятості: освіта, охорона здоров'я та соціальна допомога — 34,6 %, мистецтво, розваги та відпочинок — 15,9 %, роздрібна торгівля — 11,1 %, фінанси, страхування та нерухомість — 9,1 %.

## Відомі особистості
В поселенні народився:
- Джек Маркелл (* 1960) — американський політик.